# Basse à tessiture étendue
Pour les articles homonymes, voir Basse, ERB et BTE.
 (août 2023).
Si vous disposez d'ouvrages ou d'articles de référence ou si vous connaissez des sites web de qualité traitant du thème abordé ici, merci de compléter l'article en donnant les références utiles à sa vérifiabilité et en les liant à la section « Notes et références ».

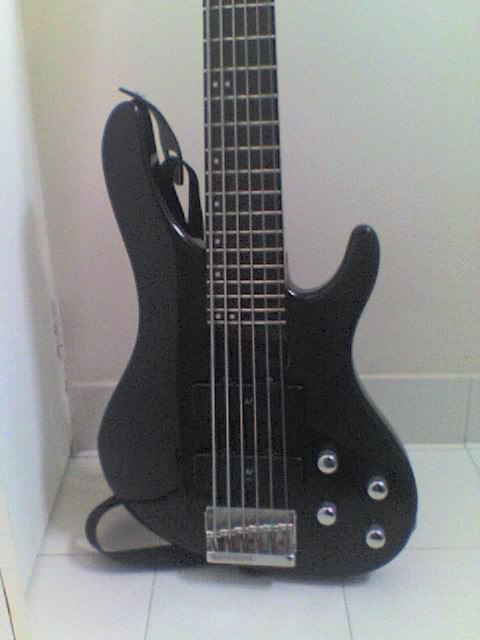
La Washburn xb600 guitare basse à six cordes.

Une basse à tessiture étendue (en anglais Extended-Range Bass ou ERB) est une guitare basse ayant plus de 4 cordes. La plupart des modèles ont cinq ou six cordes, même si certaines basses en possèdent davantage.
La guitare basse évolue du traditionnel schéma de la basse 4 cordes, souvent dérivée des modèles de la Precision Bass et de la Jazz Bass de la marque Fender. En effet on assiste à de nombreuses évolutions de la guitare basse : manche de 24, 26 voire 36 cases, ajouts de cordes supplémentaires, les basses 5 et 6 cordes sont de plus en plus courantes mais des basses 7, 8... jusqu'à 12 cordes voire plus font leur apparition, la seule limite étant les contraintes physiques du bassiste.

## Définition

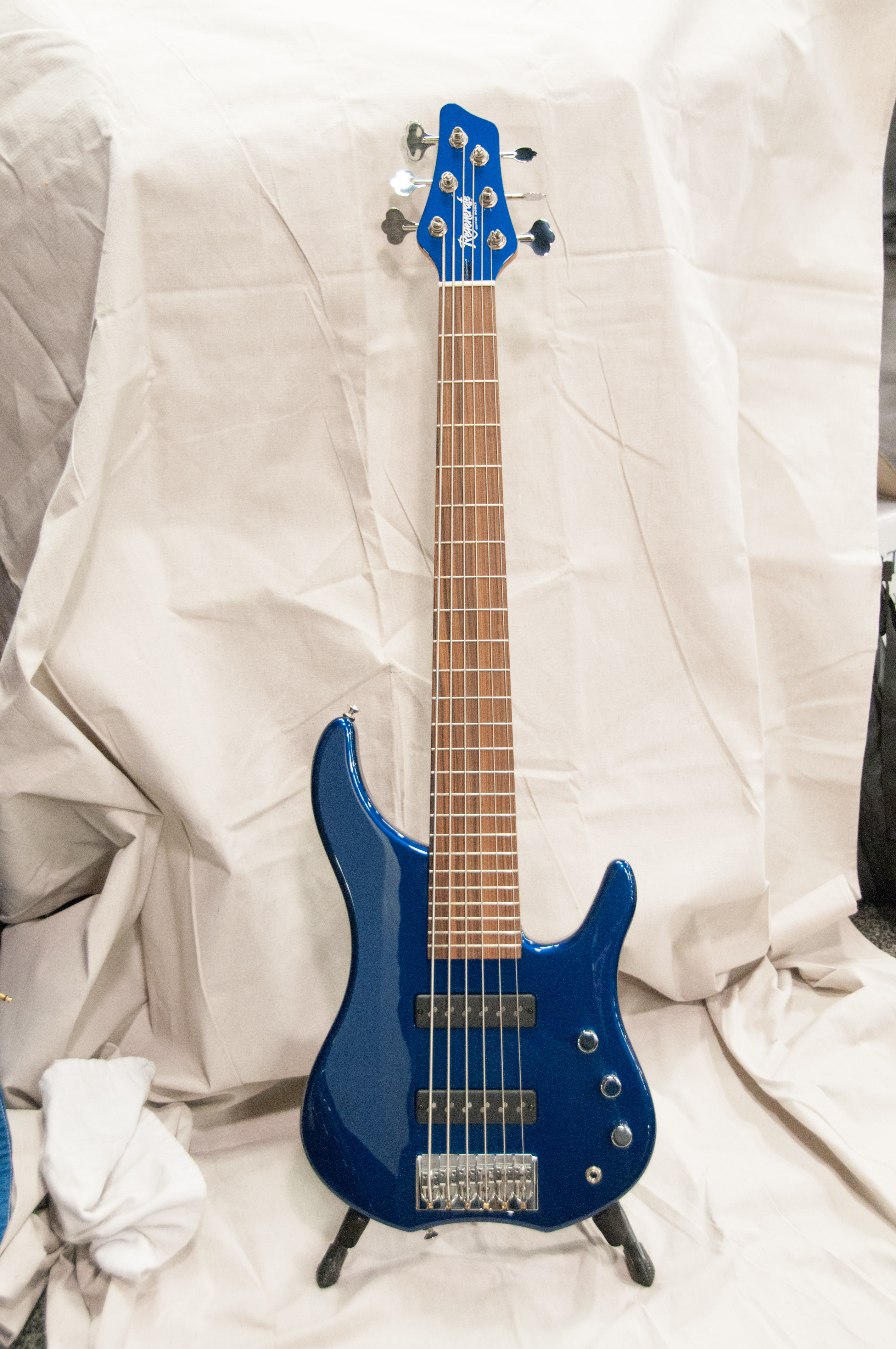
Une basse à 6 cordes.

L'ERB est une guitare basse ayant une plus grande tessiture que la basse 4 cordes, ce qui signifie que l'on a rajouté des cordes supplémentaires afin de pouvoir jouer des notes qui ne pouvaient être jouées par la basse classique. L'ERB est donc une basse sortant du modèle 4 cordes. Est dit ERB toute basse possédant plus de 4 cordes ou sortant de l'accordage standard mi la ré sol. L'accordage est toujours en quartes, bien que certains placent une tierce mineure afin de faciliter le jeu en accords. Cependant le fort développement des basses 5 cordes a fait qu'elles sont rentrées dans les mœurs et certaines personnes[Qui ?] considèrent qu'une ERB est uniquement :
- Une basse ayant au moins 6 cordes, et étant une dérivée de la guitare basse d'origine, ce qui exclut les guitares barytons, donc un diapason d'au moins 34".
- Une basse possédant au moins 24 cases (frettes) voire plus (certaines ont 36 cases, soit trois octaves par cordes).
- Une sub-basse, c'est-à-dire une basse pouvant descendre sur des notes très graves de l'ordre de 20 Hz, à la limite de l'oreille humaine.
- Une  basse avec des cordes doublées, voire triplées à l'octave supérieure.

Une ERB peut être un instrument électrique identique à la basse, mais peut aussi être fretless, acoustique, électroacoustique, etc.
Parfois on utilise l'appellation francisée de Basse à Tessiture Étendue (BTE)[réf. nécessaire].

## Avantages

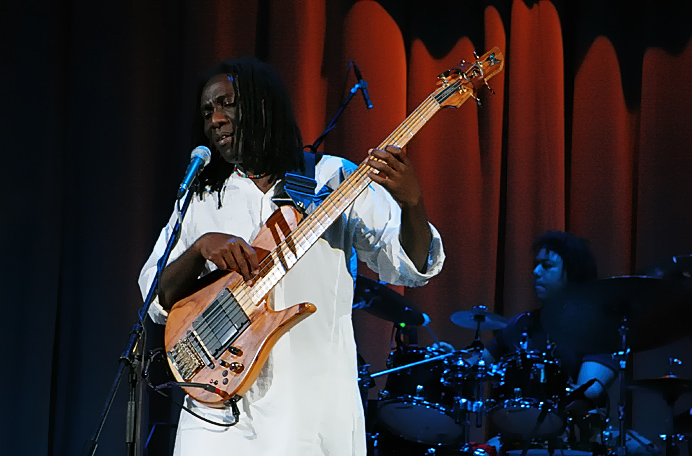
Richard Bona jouant sur une basse 5 cordes (2006).

Un nombre croissant de bassistes utilisant des ERB, en raison de leurs nombreux avantages :
- La tessiture étant plus étendue, on peut passer de notes extrêmement graves, par exemple le si grave d'une 6 cordes, à des notes aiguës correspondant plutôt à une guitare, ce qui, dans un registre soliste, est très utile.
- Souvent le bassiste jouant sur 4 cordes doit  changer son accordage pour atteindre des notes qu'il ne pourrait pas jouer en temps normal, par exemple un ré grave. Grâce à l'ERB, il n'est plus nécessaire de faire cela, ou de posséder plusieurs basses possédant des accordages différents.
- La technique de jeu s'en trouve modifiée, on peut avoir accès à plus de notes sans démancher, et on peut exécuter des parties en tapping ou en accords plus facilement.
- Cela offre au bassiste la possibilité de se démarquer de son rôle de pilier rythmique et harmonique, afin de pouvoir jouer la musique qui lui plaît.

## Inconvénients
La pratique de l'ERB n'est cependant pas sans désavantage :
- Tout d'abord, la maîtrise de l'ERB demande plus de travail que sur une quatre cordes standard, en effet l'ajout de notes à mémoriser, c’est-à-dire apprendre son manche, nécessite plus de travail.
- Il faut arriver à jouer uniquement les cordes que l'on désire tout en étouffant les autres, ce qui est plus compliqué que sur une basse quatre cordes, du simple fait de la multiplication des cordes.
- La largeur du manche peut être une difficulté pour les bassistes ayant des petites mains, mais ce problème se pose surtout sur les modèles possédant beaucoup de cordes.
- Le poids souvent important de l'instrument peut déséquilibrer le bassiste, notamment s'il joue debout, et le gêner dans son jeu.
- À qualité équivalente, les ERB sont souvent plus chères que leurs homologues à 4 cordes, car il s'agit de production à petite échelle, en plus du supplément de bois nécessaire à la construction d'une ERB.
- De plus, les sub-basses nécessitent une amplification adaptée, et les cordes des ERB sont souvent chères.
- Certaines techniques comme le slap sont plus difficiles à exécuter, à cause de l'écart plus faible entre les cordes.

## Quelques bassistes utilisant l'ERB
- Oteil Burbridge (basse 6 cordes)
- Yves Carbonne (basse 10 et 12 cordes)
- Thundercat (basse 6 cordes)
- Alain Caron (basse 6 cordes)
- John Myung (basse 6 cordes et stick)
- Robert Trujillo
- Ralph Rieckermann
- Kyle Eastwood
- Nathan East
- Anthony Jackson (basse 6 cordes)
- John Patitucci (basse 6 cordes)
- Tony Levin (basse 5 cordes et stick)
- Les Claypool (basse 6 cordes frettles)
- Charles Berthoud (basse 6 cordes, 8 cordes et 12 cordes)
- Davie504 ou Davide Biale (basse 5 cordes, 7 cordes, 8 cordes, 12 cordes, 15 cordes, 24 cordes, 36 cordes, 69 cordes et stick)
- Tal Wilkenfeld (basse 5 cordes)
- Alejandra Villarreal (basse 5 cordes)
- Elwood Francis (en) de ZZ Top (basse 17 cordes)

## Quelques luthiers fabricant des ERB
- Bee Basses (US)
- Conklin (US)
- Jerzy Drozd (ES)
- Cosme (FR)   Lauréat de la Bourse de l'Innovation 2011.
- Laurent Kah (FR)
- Noguera (FR)
- Roscoe (US)
- Jean-Yves Alquier (FR)
- Christophe Leduc (FR)
- Sebastien Aquilina (FR)